# العلاقات الآيسلندية المنغولية
العلاقات الآيسلندية المنغولية هي العلاقات الثنائية التي تجمع بين آيسلندا ومنغوليا.

## مقارنة بين البلدين
هذه مقارنة عامة ومرجعية للدولتين:
| وجه المقارنة                                              | آيسلندا          | منغوليا         |
| --------------------------------------------------------- | ---------------- | --------------- |
| المساحة (كم2)                                             | 103.00 ألف       | 1.57 مليون      |
| عدد السكان (نسمة)                                         | 317.35 ألف       | 3.08 مليون      |
| الكثافة السكانية (ن./كم²)                                 | 3.08             | 1.96            |
| العاصمة                                                   | ريكيافيك         | أولان باتور     |
| اللغة الرسمية                                             | اللغة الآيسلندية | اللغة المنغولية |
| العملة                                                    | كرونة آيسلندية   | توغروغ منغولي   |
| الناتج المحلي الإجمالي (بليون دولار)                      | 23.91 مليار      | 11.49 مليار     |
| الناتج المحلي الإجمالي (تعادل القوة الشرائية) بليون دولار | 15.79 مليار      | 36.16 مليار     |
| الناتج المحلي الإجمالي الاسمي للفرد دولار أمريكي          | 50.17 ألف        | 3.97 ألف        |
| الناتج المحلي الإجمالي للفرد دولار أمريكي                 | 46.55 ألف        | 11.95 ألف       |
| مؤشر التنمية البشرية                                      | 0.899            | 0.727           |
| رمز المكالمات الدولي                                      | +354             | +976            |
| رمز الإنترنت                                              | .is              | .mn             |
| المنطقة الزمنية                                           | 00، أوروبا/لندن ‏ | ت ع م+08:00     |

## منظمات دولية مشتركة
يشترك البلدان في عضوية مجموعة من المنظمات الدولية، منها:
| علم المنظمة | اسم المنظمة                               | تاريخ انضمام آيسلندا | تاريخ انضمام منغوليا |
| ----------- | ----------------------------------------- | -------------------- | -------------------- |
|             | وكالة ضمان الاستثمار متعدد الأطراف        | 25 سبتمبر 1998       | 21 يناير 1999        |
|             | منظمة الشرطة الجنائية الدولية             | ?                    | ?                    |
|             | منظمة حظر الأسلحة الكيميائية              | ?                    | ?                    |
|             | منظمة التجارة العالمية                    | ?                    | ?                    |
|             | الفريق المعني برصد الأرض                  | ?                    | ?                    |
|             | الأمم المتحدة                             | 19 نوفمبر 1946       | 27 أكتوبر 1961       |
|             | مؤسسة التمويل الدولية                     | 20 يوليو 1956        | 14 فبراير 1991       |
|             | يونسكو                                    | 8 يونيو 1964         | 1 نوفمبر 1962        |
|             | مؤسسة التنمية الدولية                     | 19 مايو 1961         | 14 فبراير 1991       |
|             | البنك الدولي للإنشاء والتعمير             | 27 ديسمبر 1945       | 14 فبراير 1991       |
|             | المركز الدولي لتسوية المنازعات الاستشارية | 14 أكتوبر 1966       | 14 يوليو 1991        |
|             | الاتحاد البريدي العالمي                   | ?                    | ?                    |
|             | منظمة الأمن والتعاون في أوروبا            | 25 يونيو 1973        | 21 نوفمبر 2012       |
|             | الاتحاد الدولي للاتصالات                  | 1 أكتوبر 1906        | 27 أغسطس 1964        |

## وصلات خارجية
- موقع وزارة الخارجية الآيسلندية
- موقع وزارة الخارجية المنغولية